# Hasan Azun
Hasan Azun –en árabe, حسان عزون– (nacido el 28 de septiembre de 1979) es un deportista argelino que compitió en judo.
Ganó una medalla en los Juegos Panafricanos de 2007 y seis medallas en el Campeonato Africano de Judo entre los años 2004 y 2010.

## Palmarés internacional
| Juegos Panafricanos | Juegos Panafricanos          | Juegos Panafricanos | Juegos Panafricanos |
| Año                 | Lugar                        | Medalla             | Categoría           |
| ------------------- | ---------------------------- | ------------------- | ------------------- |
| 2007                | Argel (Argelia)              | Medalla de bronce   | –100 kg             |
| Campeonato Africano |                              |                     |                     |
| Año                 | Lugar                        | Medalla             | Categoría           |
| 2004                | Túnez (Túnez)                | Medalla de bronce   | Abierta             |
| 2005                | Puerto Elizabeth (Sudáfrica) | Medalla de bronce   | –100 kg             |
| 2006                | Puerto Louis (Mauricio)      | Medalla de plata    | –100 kg             |
| 2008                | Agadir (Marruecos)           | Medalla de oro      | –100 kg             |
| 2009                | Puerto Louis (Mauricio)      | Medalla de plata    | –100 kg             |
| 2010                | Yaundé (Camerún)             | Medalla de bronce   | –100 kg             |